# Benedek Osl
Benedek Osl (hongrois : Osl nembeli Benedek), dit Benoît de Lendva (hongrois : Lendvai Benedek) († 1244) est un prélat hongrois du XIIIe siècle, membre du clan Osl. Il est évêque de Várad de 1231 à 1243, puis brièvement évêque de Győr de 1243 jusqu'à sa mort.

## Sources
- (hu) János B. Szabó, « Az 1241. évi "tatárjárás" és Várad pusztulása az újabb kutatási eredmények tükrében [La « disparition des Tatars » en 1241 et la destruction de Várad à la lumière des recherches récentes] », dans Attila Zsoldos, Nagyvárad és Bihar az Árpád-kor végén (Tanulmányok Biharország történetéből 3.), Varadinum Kulturális Alapítvány, 2016 (ISBN 978-973-0-21419-2), p. 27–54
- (hu) József Bánk, Győregyházmegyei almanach. Schematizmus Dioecesis Jaurinensis [Almanach du diocèse de Győr], Authority of the Diocese of Győr, 1968
- (hu) Csaba Farkas, « "In curia nostra educatus" Királyok udvarában: Osl nembeli Herbord pályafutása ["In nostra curia educatus". À la cour des rois : la carrière d'Herbord Osl] », dans Micae Mediaevales VII, Université Loránd-Eötvös, 2018 (ISBN 978-963-284-973-7), p. 31–47
- (hu) Éva Győri, « Győri püspökök a XIII. században [The Bishops of Győr in the 13th Century] », Belvedere Meridionale, vol. 20, nos 1–2,‎ 2008, p. 24–43 (ISSN 1419-0222)
- Master Roger's Epistle to the Sorrowful Lament upon the Destruction of the Kingdom of Hungary by the Tatars (Traduit et annoté par János M. Bak and Martyn Rady) (2010). In: Rady, Martyn; Veszprémy, László; Bak, János M. (2010); Anonymus and Master Roger; CEU Press;  (ISBN 978-9639776951).
- (hu) Attila Zsoldos, Magyarország világi archontológiája, 1000–1301 [Archontologie séculière de Hongrie, 1000–1301], História, MTA Történettudományi Intézete, 2011 (ISBN 978-963-9627-38-3)